# Telemetru

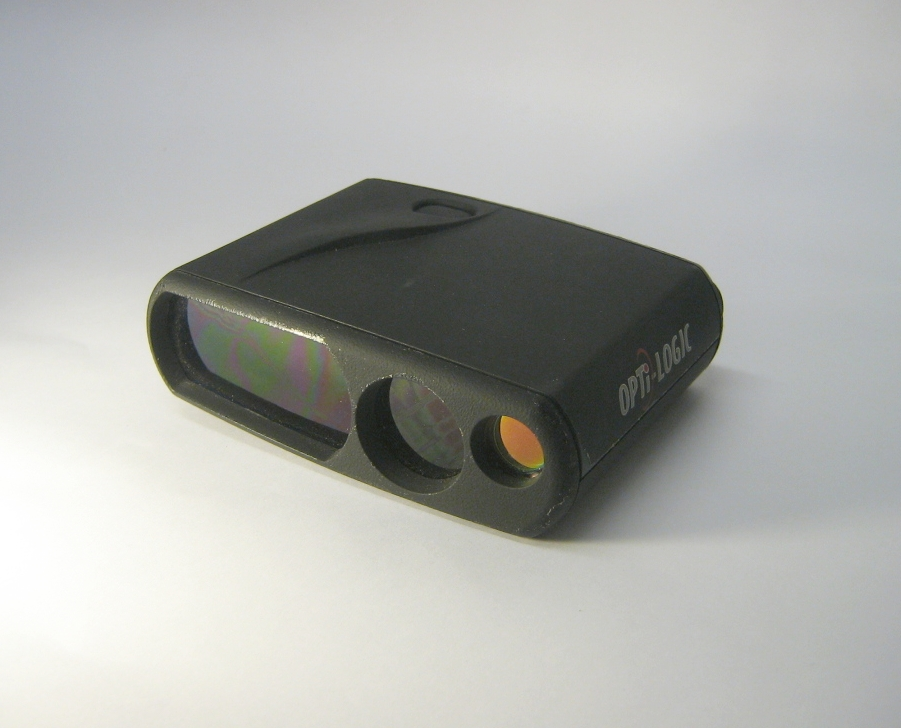
Telemetru

Un telemetru este un dispozitiv utilizat pentru măsurarea distanței până la un obiect. Deși determinarea distanței poate utiliza mai multe metode, termenul telemetru se referă aproape exclusiv la dispozitive ce utilizează în acest scop măsurarea paralaxei obiectului respectiv din două puncte de observație situate la o anumită distanță.
Un astfel de telemetru are un sistem de oglinzi care aduce operatorului două imagini luate prin puncte de vizare aflate la o distanță cunoscută. Una dintre oglinzi se poate roti pentru a permite operatorului suprapunerea celor două imagini. Poziția oglinzii în momentul suprapunerii imaginilor este o indicație a distanței până la obiectul vizat.
Telemetrul mai este folosit si la aparatele foto vechi cum ar fi zorki 2c . El este folosit pentru a regla distanta dintre obiectivul aparatului foto si obiectul pe care vreti sa il fotografiati.Distanta se regleaza din obiectiv.